# Pseudoseisura
Pseudoseisura (cachalotes) is een geslacht van zangvogels uit de familie van de ovenvogels (Furnariidae). Ze komen voor in struikrijke omgevingen in Zuid-Amerikaanse landen zoals Brazilië, Bolivia, Argentinië, Paraguay en Uruguay.

## Soorten
Het geslacht omvat de volgende soorten:
- Pseudoseisura cristata – Kuifcachalote
- Pseudoseisura gutturalis – Witkeelcachalote
- Pseudoseisura lophotes – Bruine cachalote
- Pseudoseisura unirufa – Grijskuifcachalote